# Haworthiopsis scabra var. smitii
Haworthiopsis scabra var. smitii, coneguda abans com Haworthia scabra var. smitii, és una varietat de Haworthiopsis scabra i està dins del gènere Haworthiopsis.

## Distribució i hàbitat
Malgrat que estar ben representada a les col·leccions, no se sap molt sobre la distribució d'aquesta varietat, però es diu que prové dels turons de conglomerats a l'est d'Oudtshoorn, a la província sud-africana del Cap Occidental.

## Taxonomia
Haworthiopsis scabra var. smitii va ser descrita per G.D.Rowley i publicat a Alsterworthia Int., Special Issue 10: 5, a l'any 2013.
Etimologia
Haworthiopsis: La terminació -opsis deriva del grec ὀψις (opsis), que significa "aparença", "semblant" per la qual cosa, Haworthiopsis significa "com a Haworthia", i que honora al botànic britànic Adrian Hardy Haworth (1767-1833).
scabra: epítet llatí que significa "aspre, escabrosa".
var. smitii: epítet
Sinonímia
- Haworthia smitii Poelln., Desert Pl. Life 10: 186 (1938). (Basiònim/Sinònim substituït)
- Haworthia pumila var. smitii (Poelln.) Halda, Acta Mus. Richnov., Sect. Nat. 4(2): 36 (1997).[5]